# Montouliers
Montouliers [mɔ̃tulje] (okzitanisch: Montolièrs) ist eine französische Gemeinde mit 232 Einwohnern (Stand: 1. Januar 2022) im Département Hérault in der Region Okzitanien (vor 2016: Languedoc-Roussillon). Sie gehört zum Arrondissement Béziers und zum Kanton Saint-Pons-de-Thomières. Die Einwohner werden Montouliérains genannt.

## Geographie
Montouliers liegt an der Grenze zum Département Aude, etwa 24 Kilometer westlich von Béziers in den östlichsten Ausläufern der Montagne Noire. Umgeben wird Montouliers von den Nachbargemeinden Cruzy im Norden und Osten, Argeliers im Süden sowie Bize-Minervois im Westen.

## Bevölkerungsentwicklung
| Jahr                       | 1962 | 1968 | 1975 | 1982 | 1990 | 1999 | 2006 | 2012 | 2020 |
| Einwohner                  | 286  | 241  | 210  | 187  | 186  | 201  | 219  | 247  | 211  |
| Quellen: Cassini und INSEE |      |      |      |      |      |      |      |      |      |

## Sehenswürdigkeiten

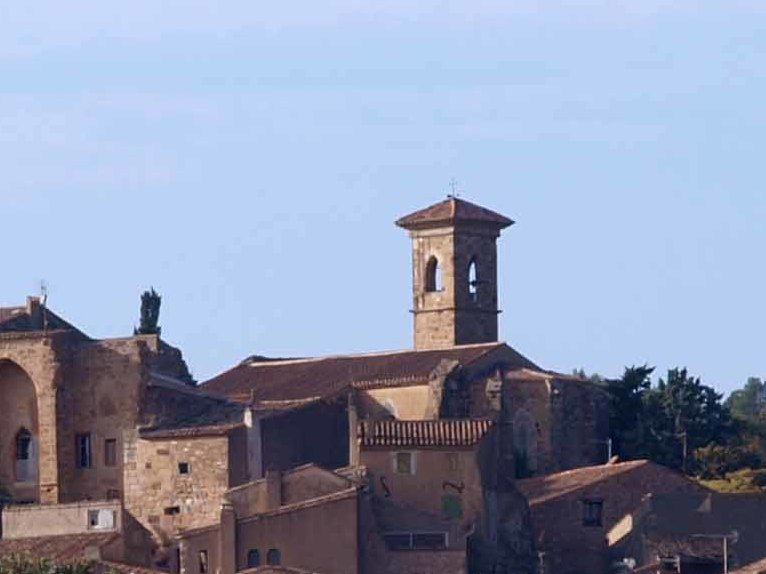
Kirche Saint-Baudile

- Kirche Saint-Baudile